# Šolski center Slovenske Konjice - Zreče
Šolski center Slovenske Konjice - Zreče je srednja šola, ki ima dva izobraževalna programa:
- Gimnazija Slovenske Konjice
- Srednja poklicna in strokovna šola Zreče

## Gimnazija Slovenske Konjice
Nahaja se v Slovenskih Konjicah in je splošna gimnazija. Vsako leto jo obiskuje okoli 210 dijakov. Ima dva oddelka(a in b). Je med boljšimi gimnazijami v Sloveniji, saj se lahko pohvali z zelo dobrimi rezultati na maturi. V letu 2019 je bila 30. izmed 81-tih srednjih šol, ki so pisale splošno maturo.

## Srednja poklicna in strokovna šola Zreče
Nahaja se v Zrečah.

## Zgodovina šolskega centra
Star je 60 let.

## Zunanji viri
Uradna spletna stran Šolskega centra Slovenske Konjice Zreče Arhivirano 2020-05-25 na Wayback Machine.